# Stüssibrunnen

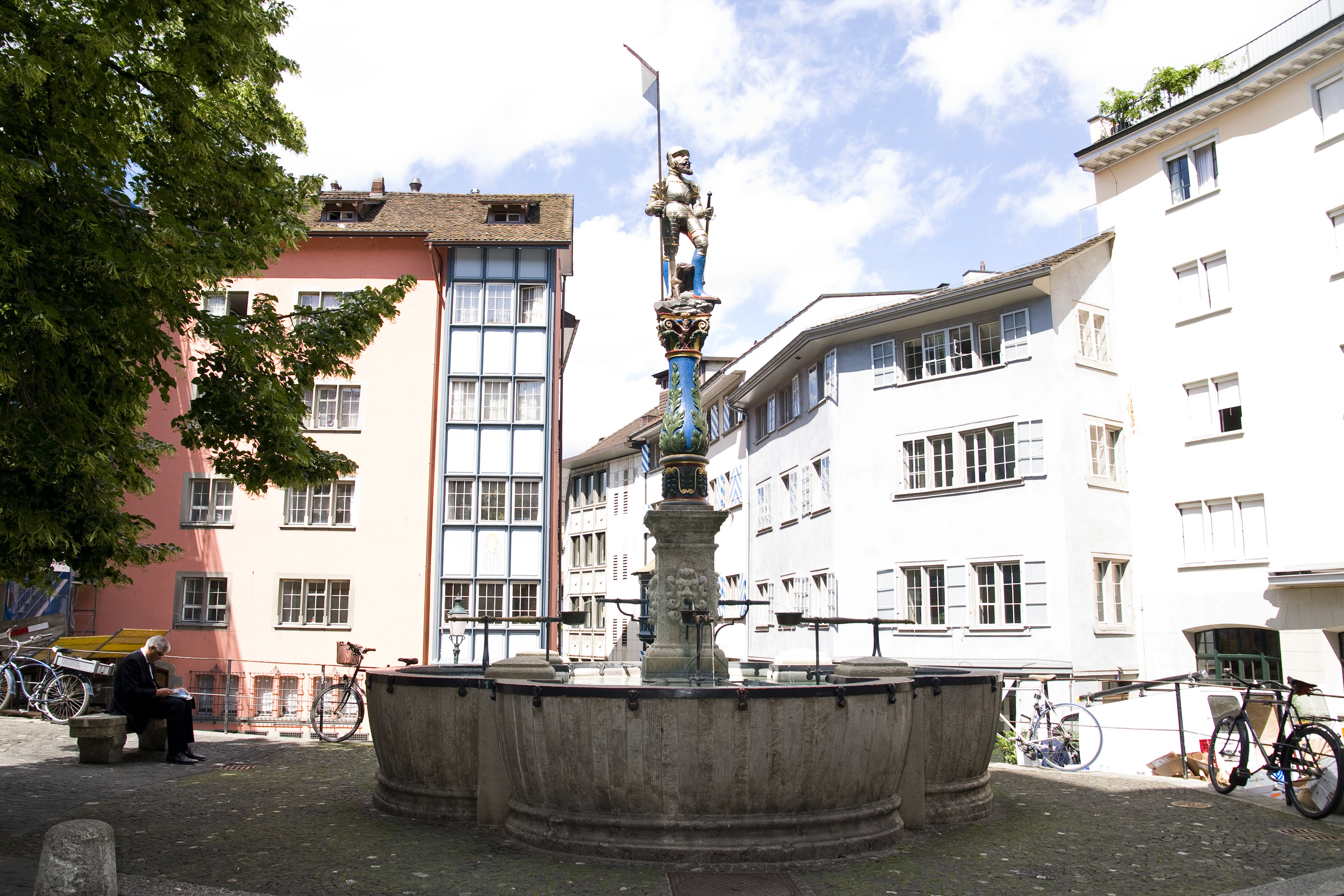
Der Stüssibrunnen (2009)

Der sogenannte Stüssibrunnen ist ein Renaissance-Brunnen auf der Stüssihofstatt in der Altstadt von Zürich. Das Original ist vor 1576 entstanden. Der Trog wurde 1811, Säule und Figur wurden 1919 durch eine Replik von Hans Gisler ersetzt. Ob die Statue auf der Brunnensäule den Zürcher Bürgermeister Rudolf Stüssi († 1443) darstellt und es sich folglich um einen Gedenkbrunnen handelt, ist nicht nachzuweisen. Der Brunnen wird im Schweizerischen Kulturgüterschutzinventar als Objekt von regionaler Bedeutung geführt.

## Geschichte

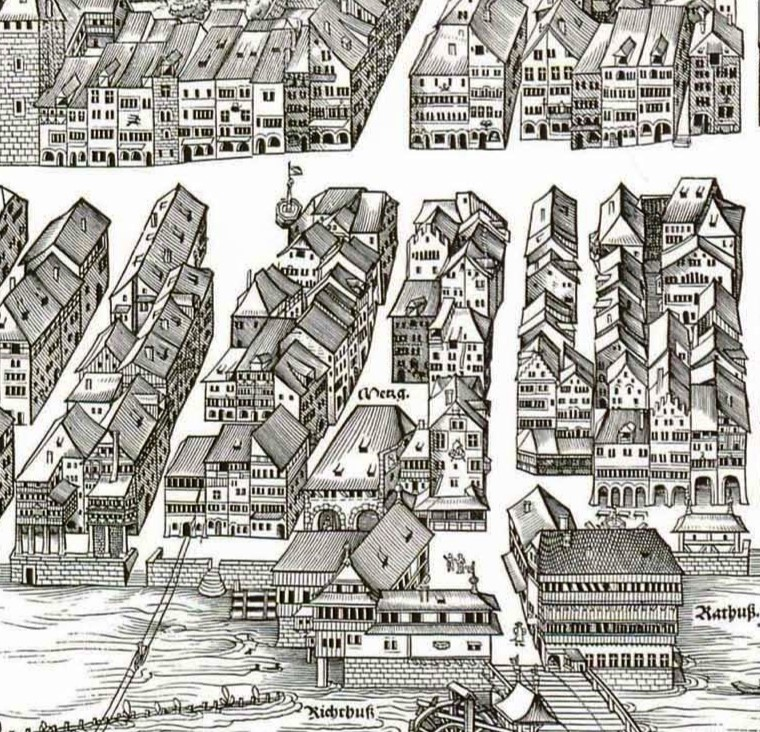
Stüssihofstatt und Stüssibrunnen auf dem Murerplan 1576 (oben links, unten rechts das Rathaus an der Limmat)

1421 wird zum ersten Mal eine Brunnenleitung auf der Stüssihofstatt erwähnt. Der «Stüssibrunnen» inklusive Säule und Figur ist vermutlich zwischen 1573 oder 1575 errichtet worden, so soll die Jahreszahl 1575 auf dem alten Trog eingraviert gewesen sein. Auf dem Murerplan von 1576 ist er bereits abgebildet. 1588 lieferte der Schlosser Peter Albrecht neue Messingröhren und Eisenteile für den Brunnen.
1644/1645 wurde der Brunnen ein erstes Mal renoviert: Schadhafte Bildhauerarbeiten wurden ersetzt, und Hans Ludwig Stadler bemalte Säule und Figur. Zwischen 1667 und 1669 fanden weitere Sanierungsarbeiten statt, bei denen die Säule erneuert und der Brunnen neu bemalt wurde.
1811 wurde der Brunnentrog durch jenen des Münsterhofes ersetzt. Angeblich soll dieser «demoliert» oder allgemein «in einem schlechten Zustand» gewesen sein, weswegen das vierte halbrunde Becken weggelassen werden musste. Andere Quellen behaupten, er habe einfach «dem wachsenden Verkehr weichen müssen».
1888 wurde die Statue «verstümmelt» und daraufhin gründlich renoviert. 1919 wurden die in die Jahre gekommenen Säule und Figur abgebrochen und Anfang Juni durch eine Nachbildung von Hans Gisler ersetzt. Knauf und Spitze des originalen Schwertes befinden sich heute im Landesmuseum.
1960 wurden Säule und Figur restauriert und von Otto Schärer neu bemalt. Im Juli 1991 rissen Unbekannte die Statue vom Sockel und entwendeten den Kopf und die Fahne. Der Sachschaden belief sich auf 80'000 Franken.
2004 wurde der Brunnen für 50'000 Franken letztmals renoviert. Das Geld stammte aus einem Legat von Harald Naegelis Vater Hans Emil Naegeli-Osjord, das für «die zeitgerechte Bemalung von antiken, zurzeit grauer Brunnen» verwendet werden sollte. Harald Naegeli klagte daraufhin gegen die Stadt Zürich und verlangte das Geld zurück, weil der Stüssibrunnen bereits farbig und nie «grau» gewesen sei und sonst ohnehin keine Zürcher Brunnen nachweisbar seien, die früher einmal bemalt gewesen seien, der Wortlaut des Vermächtnisses sich also gar nicht umsetzen lasse.

## Beschreibung

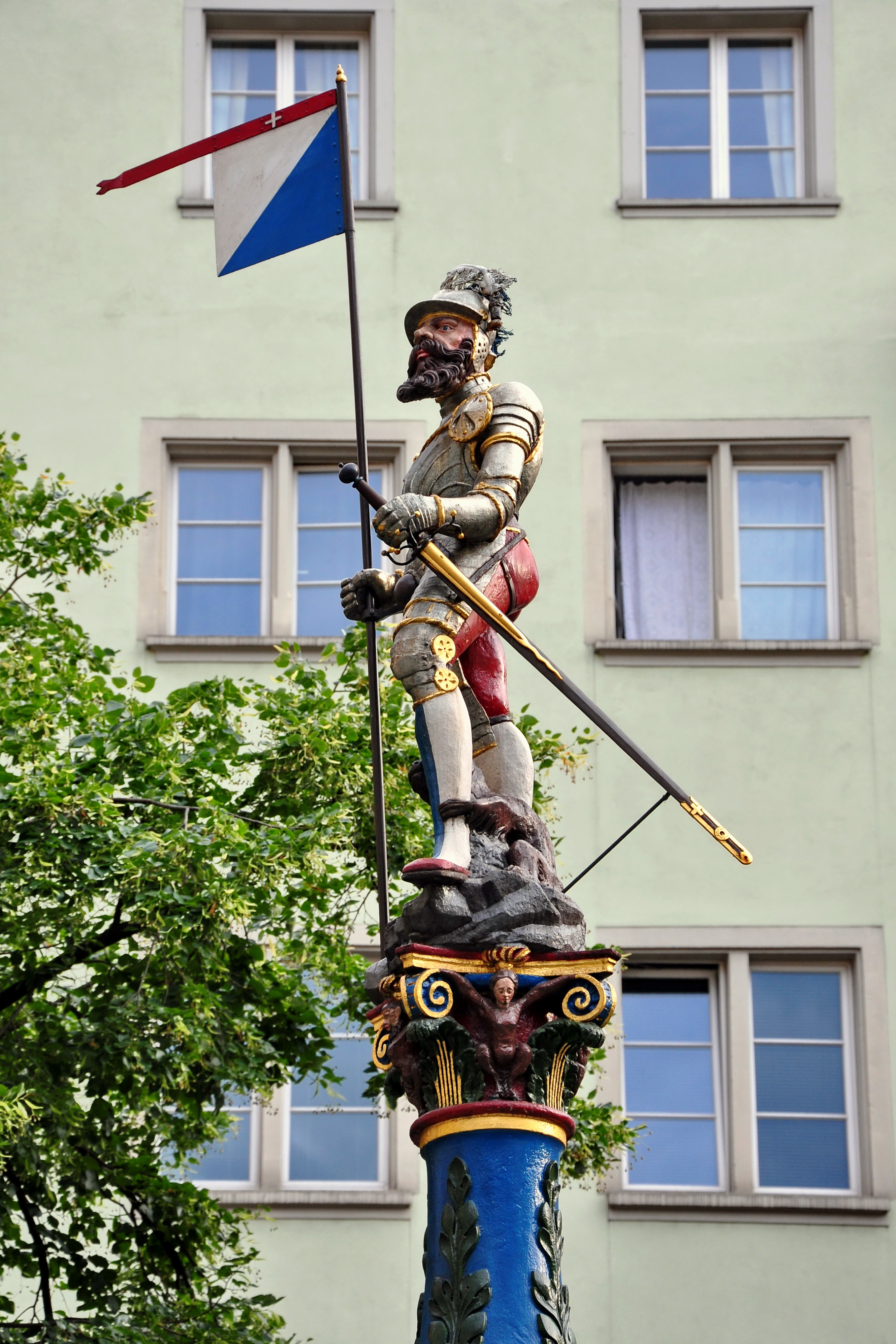
Bannerträger auf der Brunnensäule

Der Stüssibrunnen ist der einzige polychrome Brunnen in der Stadt Zürich.
Der Brunnentrog ist muschelartig angelegt und hat drei Becken. Der direkt im Trog platzierte quadratische Brunnenstock besteht aus Muschelkalk aus Saint-Blaise NE. Auf drei Seiten sind Fratzen eingehauen, die auch als Löwenköpfe oder Masken gedeutet werden können. Aus ihren Mündern ragen die Wasserröhren. Der Stock dient als Postament für die farbig bemalte Balustersäule, deren Basis unten und oben eine Wulst aufweist. Der bauchige Schaft ist mit Akanthuswerk verziert. Das korinthisierende Kapitell hat vier Eckvoluten über Eckblättern, dazwischen sind abwechselnd weibliche und männliche Fantasiefiguren eingearbeitet, bei denen es sich um Nixen und Waldgeister handeln könnte.
Der darüber thronende, teilweise vergoldete Bannerträger mit Vollbart steht auf geschichteten Steinen und trägt einen Harnisch. In seiner Linken hält er einen Degen, in seiner Rechten das Feldzeichen der Republik Zürich. Der über dem Wappen angebrachte rote Fahnenstreif mit dem weissen Kreuz soll den Zürchern von den Habsburgern nach der Schlacht bei Dürnkrut 1278 verliehen worden sein. Die fünf Straussenfedern auf seinem Helm tragen die Zürcher Farben Blau und Weiss. Zwischen seinen Füssen steht ein Hund, das klassische Symbol der Treue.

## Identität der Figur

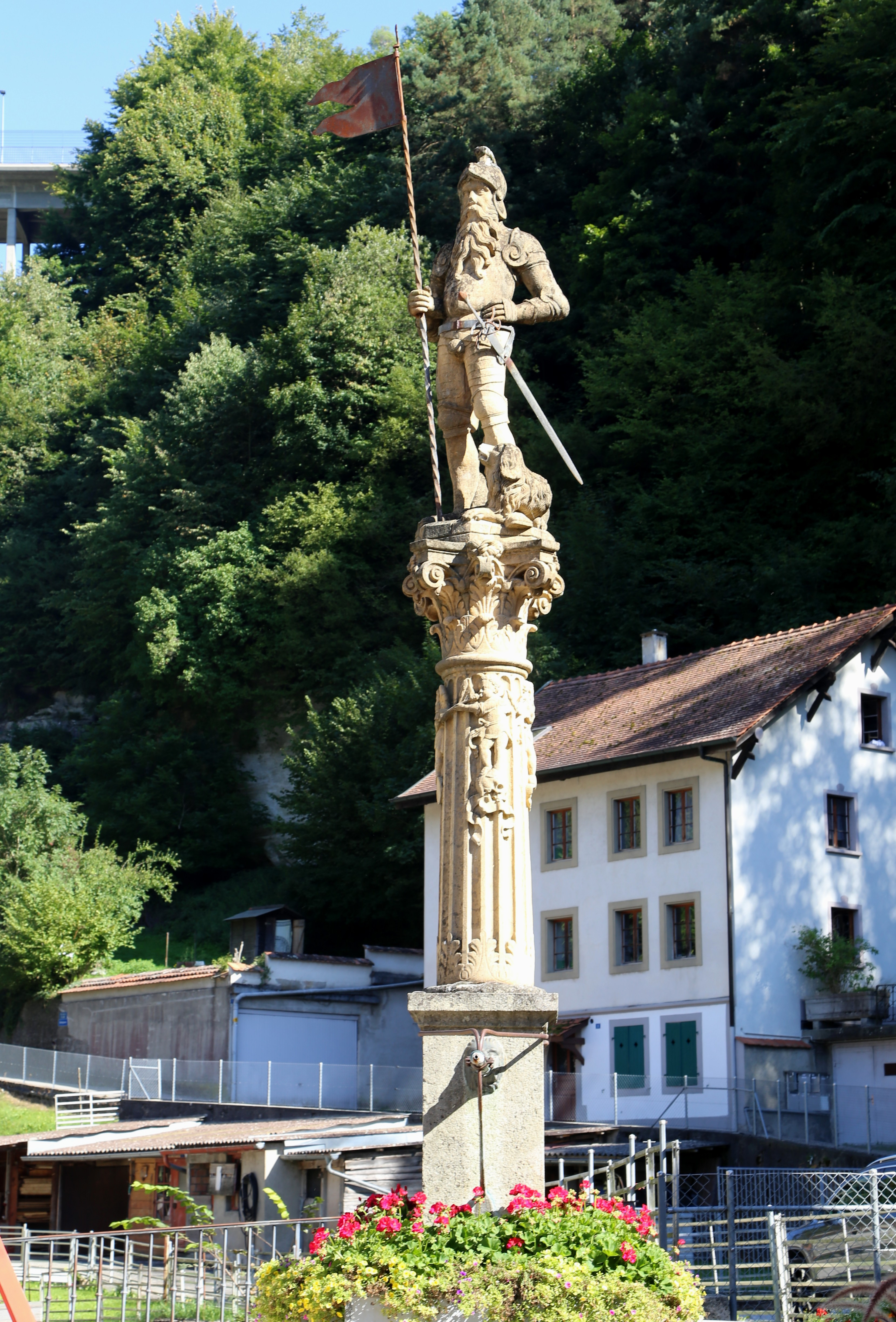
Beispiel eines weiteren Bannerträgers auf Schweizer Renaissance-Brunnen: der «Treuebrunnen» mit Statue und Hund aus dem Jahr 1606 in Freiburg

Ob es sich bei der Figur auf der Brunnensäule um ein Porträt von Rudolf Stüssi handelt, wird seit dem 19. Jahrhundert, in dem sich diese Annahme durchgesetzt hat, kontrovers diskutiert. Quellen, die sie eindeutig dem mittelalterlichen Bürgermeister zuschreiben, finden sich erst im 18. Jahrhundert, ohne dass es damals bereits «allgemein angenommen» wurde. Salomon Vögelin gab zu bedenken, dass vergleichbare Bannerträger auch auf vielen anderen Schweizer Brunnen vorkommen, und hielt es für gut möglich, dass man das Zürcher Exemplar erst nachträglich mit Stüssi in Verbindung gebracht hatte, weil der hier gewohnt hatte und der Platz nach ihm benannt war. Die Neue Zürcher Zeitung hielt die Zuschreibung 1919 für «möglich, aber nicht recht wahrscheinlich». Schliesslich wäre dem Monument in diesem Fall auch das Familienwappen der Stüssis beigegeben worden. Bei der Figur handle es sich viel eher um ein «Symbol des tüchtigen Bürgertums, das sich in den Zünften wehrhaft zusammengeschlossen hatte».
Georg Kreis beklagte 2008, dass die Forschung sich bislang noch kaum mit den zahlreichen sekundären Personalisierungen und Individualisierungen von ursprünglich anonymen Bannerträgern auf Schweizer Brunnen auseinandergesetzt habe. Diese seien eigentlich als «unpersönliche Personifikationen der eidgenössischen Eigenständigkeit im Wehr- und Gerichtsgewesen» intendiert. Solche falsche Zuschreibungen seien unter anderem beim Tellenbrunnen in Schaffhausen, dem Kolinbrunnen in Zug, dem Albrechtsbrunnen in Rheinfelden, dem Vennerbrunnen in Bern und dem Klausbrunnen in Lenzburg zu konstatieren. Beim Zürcher Bannerträger fand er die Vorstellung, dass man mit ihm im 16. Jahrhundert gerade Stüssi ein Denkmal gesetzt haben soll, besonders absurd, zumal der im Kampf gegen die Eidgenossen gefallen sei.
Der «Brunnenguide» der Stadt Zürich wiederum betont nach wie vor, dass «die Art der geharnischten Figur» für ein Stüssiporträt spreche:

«Mit dem wallenden Federbusch verkörpert sie nicht irgendeinen alten Krieger oder Bannerträger, sondern einen echten Ritter. Sehr porträthaft wirkt überdies die stolze Gestalt, und das Gesicht trägt ungewöhnlich individuelle Züge.»

Die Debatte lässt sich noch nicht abschliessend klären. Letzten Endes gilt nach wie vor, was die NZZ schon 1919 geschrieben hat:

«Bis zur Auffindung unzweifelhafter Dokumente werden also die Meinungen über den ‹Stüßisbrunnen› auseinandergehen, und man tut wohl daran, dieser Bezeichnung […] ein ‹sogenannt› voranzustellen.»

## Trivia
- Gottfried Keller schilderte den Stüssibrunnen am Anfang seines 1854 erschienenen Romans Der grüne Heinrich:

«Das einzige Geräusch kam noch vom großen Stadtbrunnen, dessen vier Röhren man durch den Flussgang hindurch glaubte rauschen zu hören; die vier Strahlen glänzten hell, ebenso was an dem steinernen Brunnenritter vergoldet war, sein Schwertknauf und sein Brustharnisch, welch letzterer die Morgensonne recht eigentlich auffing, zusammenfaßte und sein funkelndes Gold wunderbar aus der dunkelgrünen Tiefe des Stromes herauf widerscheinen ließ.»

- Für das Bühnenbild einer Inszenierung von Alexander Zemlinskys Oper Kleider machen Leute stellte das Stadttheater Zürich 1935 ein Replikat der Brunnensäule des Stüssibrunnens her. Das Requisit wurde später für Aufführungen von Richard Wagners Die Meistersinger von Nürnberg wiederverwendet. Damit das dem Publikum nicht zu sehr auffiel, drehte man die Stüssifigur nach hinten.[17]